# Plumatella longigemmis
Espèce
 Plumatella longigemmis  est l’une est l’une de la presque centaine d'espèce d’ectoproctes (ou bryozoaires)  d'eau douce (74 espèces de phylactolaemates et  20 gymnolaemates selon les données revues par JA Massard & G Geimer en 2008,) au sein de la famille des Plumatellidae.
Cette espèce a été décrite par Annandale en 1915 .

## Dénomination
- Son nom de genre (Plumatella) provient du fait que, vu de près, ses polypes donnent à une colonie dense un aspect « plumeux » ;
- Son nom d'espèce est « longigemmis»

## Identification  taxonomiques
L’espèce ne peut pas être identifiée facilement. Les critères d’identifications sont la taille, la forme et les motifs de ses propagules (statoblastes), flottoblastes (statoblastes à anneau flottant) qui doivent être observés au microscope optique ou au microscope électronique.

### Guide ou clés de détermination
- Mundy - Clé de détermination des bryozoaires anglais et européens
- Wood II - Nouvelle clé de détermination des bryozoaires anglais, irlandais et d'Europe continentale (A new key to the freshwater bryozoans of Britain, Ireland and Continental Europe)
- Massard, J. A., & Geimer, G. (2008). Global diversity of bryozoans (Bryozoa or Ectoprocta) in freshwater: an update ; Bulletin de la Société des naturalistes luxembourgeois, 109, 139-148